# Slåttjärnen (Hällesjö socken, Jämtland)
Slåttjärnen är en sjö i Bräcke kommun i Jämtland och ingår i Ljungans huvudavrinningsområde.